# Lista președinților Statelor Unite ale Americii după data decesului
Este o listă a președinților Statelor Unite ale Americii aranjați cronologic după data decesului lor. Lista conține de asemenea și cauza posibilă și/sau probabilă a decesului. 
| Ordinea decesului | Președinte                | Data decesului     | Ordinea în funcție | Cauza decesului |
| ----------------- | ------------------------- | ------------------ | ------------------ | --- |
| 1                 | George Washington         | 14 decembrie 1799  | 1                  | Pneumonie |
| 2                 | Thomas Jefferson          | 4 iulie 1826       | 3                  | Cel mai probabil de deshidratare ca rezultat al dizenteriei amoebice                                                                         |
| 3                 | John Adams                | 4 iulie 1826       | 2                  | Cel mai probabil de insuficiență cardiacă cauzată de arterioscleroză                                                                         |
| 4                 | James Monroe              | 4 iulie 1831       | 5                  | Cel mai probabil de tuberculoză |
| 5                 | James Madison             | 28 iunie 1836      | 4                  | Reumatism, insuficiență cardiacă |
| 6                 | William Henry Harrison    | 4 aprilie 1841     | 9                  | Pleurezie, pneumonie |
| 7                 | Andrew Jackson            | 8 iunie 1845       | 7                  | Comsum de băuturi alcoolice în exces, edem, hemoragie                                                                                        |
| 8                 | John Quincy Adams         | 23 februarie 1848  | 6                  | Paralizie |
| 9                 | James Knox Polk           | 15 iunie 1849      | 11                 | holeră având ca rezultat diaree de neoprit                                                                                                   |
| 10                | Zachary Taylor            | 9 iulie 1850       | 12                 | Șoc termic, urmat de febră biliară, febră tifoidă și holeră                                                                                  |
| 11                | John Tyler                | 18 ianuarie 1862   | 10                 | febră biliară, insuficiență respiratorie |
| 12                | Martin Van Buren          | 24 iulie 1862      | 8                  | Sufocare astmatică |
| 13                | Abraham Lincoln           | 15 aprilie 1865    | 16                 | Asasinat cu o armă de foc |
| 14                | James Buchanan            | 1 iunie 1868       | 15                 | Insuficiență respiratorie, gută reumatică |
| 15                | Franklin Pierce           | 8 octombrie 1869   | 14                 | Inflamare a stomacului |
| 16                | Millard Fillmore          | 8 martie 1874      | 13                 | Paralizie |
| 17                | Andrew Johnson            | 31 iulie 1875      | 17                 | Paralizie |
| 18                | James A. Garfield         | 9 septembrie 1881  | 20                 | Asasinat cu o armă de foc |
| 19                | Ulysses S. Grant          | 23 iulie 1885      | 18                 | Cancer al limbii și amigdalelor |
| 20                | Chester A. Arthur         | 18 noiembrie 1886  | 21                 | Boala lui Bright, apoplexie |
| 21                | Rutherford B. Hayes       | 17 ianuarie 1893   | 19                 | Boală de inimă |
| 22                | Benjamin Harrison         | 13 martie 1901     | 23                 | Pneumonie |
| 23                | William McKinley          | 14 septembrie 1901 | 25                 | Asasinat cu o armă de foc |
| 24                | Grover Cleveland          | 24 iunie 1908      | 22/24              | Scleroză coronariană , paralizie sau Ocluzie intestinală (există dispute care dintre acestea)                                                |
| 25                | Theodore Roosevelt        | 6 ianuarie 1919    | 26                 | Embolie coronariană (presupusă), reumatism inflamatoriu                                                                                      |
| 26                | Warren G. Harding         | 2 august 1923      | 29                 | Apoplexie, pneumonie și mărirea inimii, toate datorate hipertensiunii arteriale.                                                             |
| 27                | Woodrow Wilson            | 3 februarie 1924   | 28                 | Apoplexie, paralizie |
| 28                | William Howard Taft       | 8 martie 1930      | 27                 | Atac de cord |
| 29                | Calvin Coolidge           | 5 ianuarie 1933    | 30                 | Tromboză coronariană |
| 30                | Franklin Delano Roosevelt | 12 aprilie 1945    | 32                 | Hemoragie cerebrală |
| 31                | John F. Kennedy           | 22 noiembrie 1963  | 35                 | Asasinat cu o armă de foc |
| 32                | Herbert Hoover            | 20 octombrie 1964  | 31                 | Hemoragie internă, sângerare gastrointestinală; sistem vascular slăbit                                                                       |
| 33                | Dwight D. Eisenhower      | 28 martie 1969     | 34                 | Tromboză coronariană |
| 34                | Harry S. Truman           | 26 decembrie 1972  | 33                 | Congestie pulmonară minoră, congestie pulmonară; un complex de căderi funcționale ale mai multor organe; colaps al sistemului cardiovascular |
| 35                | Lyndon B. Johnson         | 22 ianuarie 1973   | 36                 | Insuficiență cardiacă |
| 36                | Richard Nixon             | 22 aprilie 1994    | 37                 | Paralizie, inflamarea creierului |
| 37                | Ronald Reagan             | 5 iunie 2004       | 40                 | Boala Alzheimer, pneumonie |
| 38                | Gerald Ford               | 26 decembrie 2006  | 38                 | Boli cerebrovasculare aterosclerotice și arterioscleroză                                                                                     |
| 39                | George H. W. Bush         | 30 noiembrie 2018  | 41                 | Boli vasculare, Parkinson. |
| 40                | Jimmy Carter              | 29 decembrie 2024  | 39                 | |

* În prezent sunt patru foști președinți ai Statelor Unite în viață - Bill Clinton, George W. Bush, Barack Obama și Donald Trump.

## Decese după secol
- Secolul al 18-lea - 1 George Washington;
- Secolul al 19-lea - 20, primul, Thomas Jefferson, ultimul Rutherford B. Hayes;
- Secolul al 20-lea - 15, primul, Benjamin Harrison, ultimul, Richard Nixon;
- Secolul al 21-lea - 4, primul, Ronald Reagan, apoi Gerald Ford, George H. W. Bush și Jimmy Carter, deocamdată ultimul, deoarece vor mai muri și alții, fiind la început de secol și mileniu.

## Statistici interesante
- John Adams și Thomas Jefferson au murit la un scurt interval de câteva ore, în aceeași zi a aniversării a 50 de ani de la Proclamarea [:en:Declaration of Independence Declarației de Independență], 4 iulie 1826.
- Incluzând pe cei de mai sus, trei din primii cinci președinți au decedat de [:en:Independence Day (United States) Ziua Independenței] Statelor Unite.
- Există alte două zile ale anului în care mai mult de un președinte a decedat - 8 martie: Millard Fillmore în 1874 și William Howard Taft în 1930, respectiv 26 decembrie: Harry S. Truman în 1972 și Gerald Ford în 2006.
- Șapte președinți au murit în timpul lunii iulie, mai mulți decât în oricare lună a anului.
- Nici un președinte nu a decedat în timpul lunii mai.
- Patru președinți au decedat în ziua a 4-a a lunii și alți patru în ziua a 8-a a lunii.
- Patru președinți au fost asasinați.
- George H. W. Bush, Ronald Reagan, Gerald Ford, Herbert Hoover și John Adams sunt singurii președinți care au decedat în deceniul al zecelea al existenței lor, iar Jimmy Carter a fost singurul care a depășit vârsta de 100 de ani.
- Ronald Reagan l-a "depășit" pe John Adams ca fiind cel mai longeviv dintre toți președinții Statelor Unite în ziua de 11 octombrie 2001.
- Gerald Ford l-a "depășit", la rândul său, pe Ronald Reagan ca cel mai longeviv președinte din istoria Statelor Unite în ziua de 11 noiembrie 2006 - decedat în decembrie al aceluiași an însă.
- George H. W. Bush l-a "depășit", la rândul său, pe Gerald Ford ca cel mai longeviv președinte din istoria Statelor Unite în ziua de 25 noiembrie 2017.
- Jimmy Carter l-a "depășit", la rândul său, pe George H. W. Bush ca cel mai longeviv președinte din istoria Statelor Unite în ziua de 18 martie 2019. De altfel, este și cel mai longeviv președinte al SUA.
- Există cinci cazuri în care ordinea în funcție a fost aceeași cu ordinea decesului: George Washington (primul), Andrew Jackson (al 7-lea), Andrew Johnson (al 17-lea), Grover Cleveland (al 24-lea) și Gerald Ford (al 38-lea).